# Lucie, Lady Duff-Gordon
Lucie, Lady Duff-Gordon (nacida Austin; 24 de junio de 1821-14 de julio de 1869) fue una autora y traductora inglesa que escribió bajo el nombre de Lucie Gordon. Es conocida por sus Cartas desde Egipto, 1863-1865 (1865) y Últimas cartas desde Egipto (1875), la mayoría de las cuales están dirigidas a su marido, Alexander Duff-Gordon, y a su madre, Sarah Austin. Habiéndose movido en círculos literarios prominentes en Londres, contrajo tuberculosis y viajó en 1861 a Sudáfrica por razones de salud. Viajó a Egipto en 1862, donde se estableció en Luxor, aprendió árabe y escribió muchas cartas sobre la cultura, la religión y las costumbres egipcias. Sus cartas se destacan por su humor, su indignación hacia los gobernantes otomanos y muchas historias personales de las personas que la rodeaban.

## Primeros años de vida

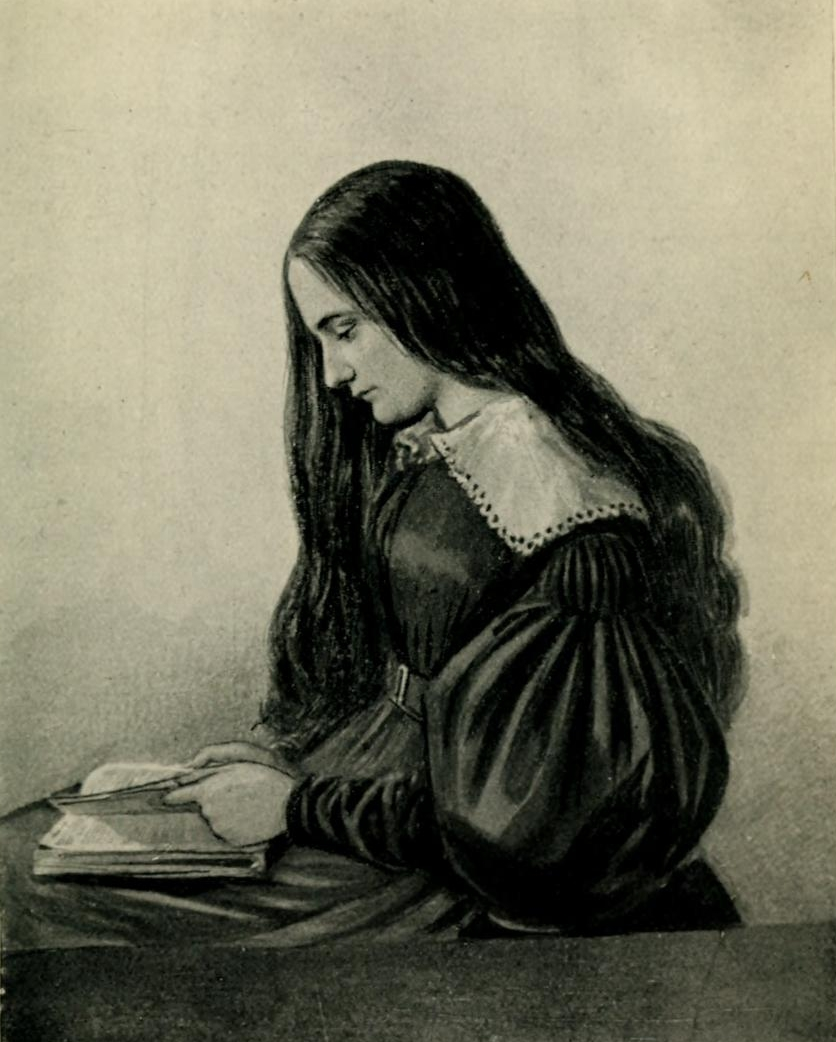
Un boceto de una amiga de la escuela de Lucie Austin, de 15 años.

Lucie Austin nació el 24 de junio de 1821, en Queen Square, Westminster. Sus padres fueron John Austin (1790-1859), jurista, y su esposa, Sarah Austin, traductora. El padre de Lucie era profesor de jurisprudencia y un destacado intelectual, mientras que su madre tenía una buena educación para una mujer de la época y estaba acostumbrada a discutir de política en igualdad de condiciones con los hombres.
Hija única, sus principales compañeros de juegos fueron su primo hermano Henry Reeve y el adolescente John Stuart Mill. Lucie heredó el talento de sus padres y desarrolló un fuerte amor por la lectura, y a medida que crecía en vigor y sentido, desarrolló un fuerte matiz de originalidad e independencia, con un marcado amor por los animales.Su infancia incluyó que el anciano Jeremy Bentham (que había fundado el Utilitarismo) la llevara a pasear por su jardín en una actividad que llamaban "circungiración anteprandial".
En 1826 viajó con sus padres a Alemania, a Bonn, a orillas del Rin. Allí permaneció el tiempo suficiente para regresar hablando alemán con fluidez. Recibió escasa instrucción regular, pero estuvo durante un corto tiempo en una escuela mixta de niños y niñas dirigida por George Edward Biber en Hampstead, donde aprendió latín.
A los 13 años ya leía la Odisea en versión original. También tenía su serpiente mascota enroscada en su cabello trenzado, y su madre pensaba que era "un peu inmanejable" y un amigo de la familia la denominaba "potencial homicida". Tras el deterioro de la salud de su padre, que siempre había sido delicada, la familia se trasladó a Boulogue-sur-Mer, donde vivió entre 1834 y 1836. En 1836, su padre fue nombrado Comisionado Real para investigar los agravios ocurridos en Malta. Mientras su esposa lo acompañaba, el clima se consideró demasiado caluroso para una niña, por lo que Lucie fue enviada a la escuela de Miss Shepherd en Bromley. Sus padres eran unitarios, pero a la edad de 16 años Lucie insistió en ser bautizada y confirmada como miembro de la Iglesia de Inglaterra. Siendo niña conoció a Heinrich Heine. Las monografías personales y sociales de Lord Houghton, 1873, págs. 323-32, contienen una narración conmovedora de sus visitas al poeta en París en 1854, poco antes de su muerte.

## Casamiento
Cuando sus padres regresaron a Inglaterra en 1838, Lucie asistió a su primer baile de sociedad, celebrado en Lansdowne House, la casa londinense del marqués de Lansdowne. Allí conoció a Sir Alexander Cornewall Duff-Gordon, tercer baronet, de Halkin, que era diez años mayor que ella. Mientras su padre se hundía en la melancolía y la duda, su madre empezó a trabajar como traductora, escribiendo para varias publicaciones periódicas, y como maestra para mantener a la familia. A Lucie se le permitió reunirse y salir sola con Duff-Gordon. Un día le dijo: "Señorita Austin, ¿sabe usted que la gente dice que nos vamos a casar?". Molesta porque se hablara de ella y dolida por su forma brusca de mencionarlo, estaba a punto de dar una respuesta cortante, cuando él agregó: "¿Lo haremos realidad?" a lo que ella respondió con el monosílabo "Sí". La pareja se casó el 16 de mayo de 1840 en Kensington Old Church, a pesar de las objeciones iniciales de la madre del novio por la falta de dote de Lucie.
Después de casarse a los 18 años, Lady Duff-Gordon, continuó con sus traducciones y otros proyectos de escritura.
El matrimonio Duff-Gordon vivió en el número 8 de Queen Square, Westminster, una casa con una estatua de la reina Ana en un extremo, que luego pasó a ser el número 15 de Queen Anne's Gate. Aquí se reunía a menudo un notable círculo de amigos y conocidos. Lord Lansdowne, Lord Monteagle, Caroline Norton, Dickens, Thackeray, Elliot Warburton, Tom Taylor, Tennyson, Alexander Kinglake y Henry Taylor eran clientes habituales, y todo extranjero con talento y renombre consideraba la casa un centro de interés. En una ocasión, también fueron visitados por Leopold von Ranke.
Un personaje destacado en la vida de la casa de Queen Square fue un niño llamado Hassan el Bakkeet, que había sido esclavizado antes de ser rescatado por misioneros ingleses. Luego consiguió un puesto como sirviente, pero después de que lo amenazaran con dejarlo ciego, su empleador lo despidió. Como había entregado mensajes ocasionalmente en Queen Square, encontró la manera, de "llegar al umbral de la bella dama pálida". Lo encontraron agazapado en la puerta de Lady Duff-Gordon una noche, cuando ella regresaba de una función teatral en la casa de Charles Dickens. Ella acogió a El Bakkeet, le trató los ojos y lo curó. Se hizo conocido como Hatty y fue empleado como devoto sirviente de Lady Duff-Gordon y muy conocido entre los visitantes. También fue compañero de juegos de su hija Janet, para horror de un autor estadounidense de visita, un tal Sr. Hilliard, quien le preguntó a Lady Duff-Gordon cómo podía dejar que un negro tocara a su hija, a lo que ella llamó a Janet y a Hatty y los besó a ambos.Hatty contrajo tuberculosis y murió en el Hospital de Westminster en 1850.
Los Duff-Gordon pasaron algunos veranos con los padres de Lucy en Weybridge. La casa estaba fría y húmeda, lo que llevó a Janet Duff-Gordon a atribuir la mala salud posterior de su madre a los incesantes resfriados que cogía allí. Mientras vivió en Weybridge en 1850, Lady Duff-Gordon estableció y supervisó una biblioteca y una sala de lectura para trabajadores. Tras el nacimiento de su hijo Maurice en 1849, Lady Duff-Gordon comenzó a sucumbir a la tuberculosis y en el invierno de 1861 estaba tan enferma que sus médicos le aconsejaron viajar a un clima más cálido y seco. Después de probar a vivir en Ventnor durante dos inviernos, emprendió un viaje al Cabo de Buena Esperanza en 1860. Un relato de esto apareció en Vacation Tourist de Francis Galton, 1862-63, págs. 119-222, bajo el título "Cartas desde el Cabo".

## Egipto
A su regreso a Inglaterra, la persuadieron de ir a Eaux Bonnes, comuna francesa, en el otoño de 1862, lo que afectó negativamente a su salud. Lady Duff-Gordon decidió entonces visitar el destino de moda en ese momento, Egipto, dejando a su marido y a sus hijos en Inglaterra. Si bien estaba familiarizada con el país por haber leído a Heródoto, la Biblia, Las mil y una noches y las obras del egipcio Alexander William Kinglake. Estos no la habían preparado para las realidades del Egipto moderno cuando desembarcó en Alejandría en octubre de 1862.
Al principio de su estancia señaló que, de Egipto, "lo que no resulta agradable es la ausencia de brillo o alegría, incluso en los rostros jóvenes e infantiles". A pesar de ello, Egipto fue su hogar durante el resto de su vida, con la excepción de dos breves visitas a Inglaterra en 1863 y 1865. Abierta a otras culturas y partidaria de la política de la clase trabajadora en el Reino Unido, Lady Duff-Gordon simpatizaba con los fellahin (campesinos) trabajadores de Egipto. Durante los primeros años de su residencia en el país del Nilo escribió numerosas cartas a su familia, en las que daba vívidas descripciones de la vida oriental y muchos detalles de las costumbres y modales domésticos. Estas fueron recopiladas y editadas por su madre, Sarah Austin, y publicadas como Cartas desde Egipto, 1863-1865 en mayo de 1865 para conseguir algo de dinero para apoyarla con sus gastos en su exilio. La publicación fue la primera imagen verdaderamente íntima escrita por un europeo de un país que estaba de moda en Occidente. La imagen que creó de su heroica estancia lejos de casa capturó la imaginación del público lector. En muchas de sus cartas hizo frecuentes comentarios mordaces sobre los británicos en el extranjero y el gobierno egipcio. El libro fue tan popular que pasó por tres ediciones en su primer año de publicación. Como resultado de su fama literaria, muchos viajeros británicos que pasaban por Luxor le hicieron una visita, entre ellos el escritor Edward Lear en enero de 1867 y el Príncipe y la Princesa de Gales en febrero de 1869. Ella encontró la ciudad más de su agrado y la describió como "una existencia dorada, toda sol y poesía, a la que debo agregar amabilidad y civilidad".
Tras contratar a un sirviente, Omar, conocido por su apodo Abu Halawy ("padre de los dulces"), Lady Duff-Gordon procedió a navegar río arriba. Después de 10 días en el Nilo observó que dormía y comía mejor y tosía menos. Cuando el barco llegó a Asiut después de tres semanas de viaje, ella estaba enamorada de Egipto a pesar de no tener ningún interés en los monumentos antiguos del país. Lady Duff-Gordon regresó a Inglaterra en junio de 1863, pero su salud continuó deteriorándose y, tanto por su salud como por su fascinación por el país, regresó a Egipto en octubre del mismo año. Como ya era invierno, descubrió que en El Cairo hacía demasiado frío y humedad, por lo que se trasladó a Luxor. Logró persuadir al cónsul francés para que le permitiera establecerse en Luxor en lo que se llamó "La Casa Francesa", un gran edificio destartalado ubicado sobre la tierra y los escombros que cubrían el Templo de Luxor hasta el techo. La describió en una carta a su marido en 1864 como "la vista alrededor de mi casa es magnífica por todos lados, sobre el Nilo al frente mirando hacia el noroeste y sobre una espléndida cadena de colinas verdes y distantes de color naranja al sureste, donde tengo una espaciosa terraza cubierta".
En un viaje por el Nilo en 1865, estuvo a punto de morir de pleuresía, una afectación de la pleura. Fue atendida y finalmente curada por su sirviente Omar.
A lo largo de su larga estancia en Egipto se ganó la simpatía de la gente local. Sus actos de bondad, atención a los enfermos, su encanto personal y su simpatía por los oprimidos la hicieron muy querida por el pueblo, que la conocía como "Noor ala Noor" (luz de la luz)y Sitt el Kebeer (Gran Dama), ya que "era justa y tenía un corazón que amaba a los árabes". También se ganó la reputación de tener un "ojo de buena suerte". Se la consideraba portadora de buena fortuna y se la invocaba para numerosos propósitos, entre ellos, visitar casas en construcción, inspeccionar ganado y novias jóvenes.
Lady Duff-Gordon habló abiertamente sobre el despilfarro del gobernante egipcio Ismail, quien intentó sobornar a un barquero para que la ahogara, pero su popularidad la salvó. Algunas de sus cartas fueron interceptadas por el Gobierno y nunca entregadas a su destino. Uno de los trabajadores que cuidaba de sus burros fue Muhammad Mohassib, quien más tarde se convertiría en un conocido comerciante de antigüedades en Luxor.
En diciembre de 1867, seis días antes de su regreso de un viaje, parte de la Casa Francesa se derrumbó tras una inundación en el templo de abajo.

## Muerte
La condición de Lady Duff-Gordon empeoró a principios de 1869, obligándola a mudarse, en busca de mejores cuidados terminales, al balneario de Helwan, al sur de El Cairo, donde murió el 13 de julio de 1869, a los 48 años. Allí fue enterrada en el cementerio inglés. Su marido murió en Londres el 27 de octubre de 1872 a la edad de 61 años.

## Vida personal
El matrimonio Duff-Gordon tuvo cuatro hijos. Su hija Janet Ann Ross nació en 1842 y murió en 1927. Su segundo hijo nació en 1849, pero murió después de sólo unos meses de vida. Su tercer hijo, Maurice (1849-1896), se convirtió en Sir Maurice Duff-Gordon, cuarto baronet. Su cuarta hija, Urania Duff-Gordon, nació en 1858 y murió el 22 de septiembre de 1877.
La hija de Sir Maurice, Caroline "Lina" (1874-1964), se convirtió en autora y corresponsal extranjera de The Observer; fue la madre del autor Gordon Waterfield y abuela del historiador Sir Antony Beevor.

## Obras

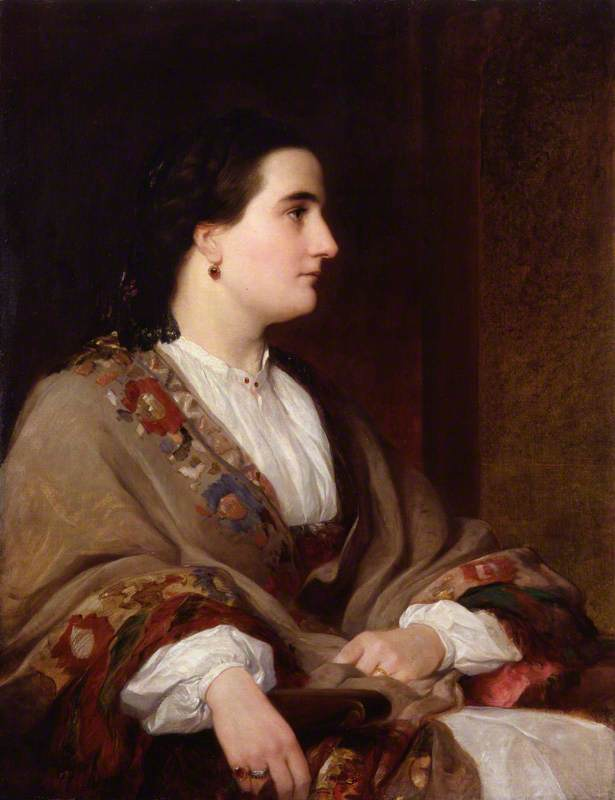
Lucie, Lady Duff-Gordon, de Henry W. Phillips (c. 1851)

Lucie Austin comenzó su vida literaria con traducciones. Su primer trabajo fue Estudios de la mitología griega antigua de Barthold Niebuhr, que se publicó en 1839 bajo el nombre de su madre. En 1844 tradujo Mary Schweidler, la bruja del ámbar, de Wilhelm Meinhold, una narración disfrazada de crónica del siglo XVII y confeccionada para desacreditar los métodos racionalistas de crítica bíblica. En 1845 publicó Los franceses en Argel, del alemán y francés de C. Lamping, y en 1846 Narrativa de procesos criminales notables, de PJA von Feuerbach.
En 1847, ella y su marido, Sir Alexander Duff-Gordon, tradujeron la obra Memorias de la Casa de Brandenberg, de L. von Ranke.
Tradujo Stella y Vanessa, una novela de A. F. L. de Wailly, y en 1853 otras dos obras: El médico del pueblo, de la condesa de Arbouville, y Fernando I y Maximiliano II de Austria, de L. von Ranke. En 1854 tradujo Los rusos en Bulgaria y Rumelia, 1828-29, del barón von Moltke. También editó La historia y la literatura de las cruzadas, de HCL von Sybel, en 1861.

### Cartas desde Egipto
El primer volumen de Cartas desde Egipto de Lady Duff-Gordon fue publicado por Macmillan and Co. en mayo de 1865, con un prefacio de su madre, Sarah Austin. Este libro es el más conocido y considerado el más interesante de sus producciones. En 1875, Macmillan and Co. publicó un volumen que contenía las Últimas cartas desde Egipto, al que se añadieron Cartas desde el Cabo, reimpresas de Vacation Tourists (1864), con una memoria de Lady Duff-Gordon escrita por su hija Janet Ross. Una segunda edición apareció en 1876. En 1902, R. Brimley Johnson publicó una edición revisada con una memoria de Lady Duff-Gordon escrita por su hija Janet Ross y una nueva introducción de George Meredith. En ella se presentaban las cartas tal como estaban escritas, omitiendo únicamente los asuntos puramente familiares que su hija consideraba sin interés público. 

## En la literatura
Lady Duff-Gordon es uno de los personajes de la novela La dueña de la nada de Kate Pullinger.
La hija de Lady Duff-Gordon (Janet Ross) recordó: "Tennyson le dijo a mi madre que la tenía en mente cuando escribió 'La princesa'. No creo que se sintiera tan halagada como muchos de sus admiradores".

## Información adicional
- Wikisource en inglés contiene el artículo de la Encyclopædia Britannica de 1911 sobre Duff-Gordon, Lucie.